# Gustavo Torregiani
Gustavo Enrique Torregiani (* 7. April 1962 in Leones) ist ein argentinischer Kegelbillardspieler und dreifacher Weltmeister in der Billardvariante 5-Kegel-Billard.

## Privates
Gustavos Begeisterung für das Billardspiel fing in den 1970er Jahren an, als er ca. 10 Jahre alt war. Sein Vater Emilio war ein guter Bocciaspieler und der kleine Gustavo begleitete ihn nur allzu gerne zu seinen Spielen. Da Gustavo ein sehr lebendiges Kind war und die Konzentration seines Vaters störte, gab dieser ihn in das benachbarte Café ab, in dem ein Billardtisch stand. Die meiste Zeit des Tages verbrachte er nun in diesem Café, um Billard spielen zu lernen. Er spielte sorglos, wie Kinder dies tun, und niemand konnte sich damals vorstellen, wie weit er es einmal schaffen würde. 1975 fing er in einem Vorort in einem Club mit dem professionelleren Spiel an. 1978 zog die Familie ins Zentrum und er wechselte zum „Club Leones“, dem er bis heute treu geblieben ist.

## Karriere

### 1970/80er-Jahre
1979 spielte er sein erstes offizielles Turnier, 5-Kegel-Mannschaftsmeisterschaft, damals wurde noch an Tischen mit Taschen gespielt. Sein Teamkollege und Freund war damals Alfredo Giraldo, ein großartiger Spieler, von dem Gustavo viel gelernt hat. Bei diesem Debüt errangen die beiden die Silbermedaille. In den Jahren 1981 bis 1984 wurde er Regionalmeister, Ausnahme war das Jahr 1982, als sein Freund Giraldo gewann. Inzwischen fängt man an, über den „Club Leones“ zu reden, ebenso wie über die fantastischen Leistungen von Gustavo Torregiani. In diesen Jahren wird sein Ruf in der Billardwelt immer größer und die definitive Bestätigung dazu kommt 1985 mit seiner Weltmeisterschaftsqualifikation. Hier erreicht Gustavo den 7. Platz; der Pokal wird bei diesem Turnier von Giampiero Rosanna gewonnen, der die einzige Partie jedoch ausgerechnet gegen Gustavo verliert. Zu diesem Zeitpunkt konnte er schon eine beeindruckende Serie von Siegen in Argentinien vorweisen, als seine Karriere einen Dämpfer erhielt. 1987, bei der Qualifikation zur WM in Mailand, unterlag er dem zweifachen Weltmeister Nestor „Nene“ Gomez, der dann an seiner Stelle nach Italien fuhr, im Finale dann aber dem Italiener Carlo Cifalá unterlag. Was er 1987 nicht schaffte, holte er 1989 im schweizerischen Chiasso nach. Dort schlug er im Halbfinale erst Riccardo Belluta und im Finale dann Giorgio Colombo, beide Italien. Nach der WM kaufte sein Verein einen Caramboltisch nach italienischem Vorbild, ohne Löcher, und er begann mit einem harten Training, um die Geheimnisse des Carambol zu verstehen und zu erlernen (Tische ohne Löcher bieten, gerade im Eckbereich, eine größere Vielfalt an Carambolagemöglichkeiten!).

### Ab 1990
Im Juli 1990 nimmt Torregiani am „Interkontinental Cup“ zwischen Italien und Argentinien teil und gewinnt diesen auch. Im selben Jahr erhält er noch eine Auszeichnung als Spieler mit den meisten Siegen. Im Oktober kann er seine zweite WM in Brescia gewinnen. Bei den folgenden acht Weltmeisterschaften waren die Italiener jedoch nicht zu schlagen, erst bei der bisher letzten WM 2009 konnte Torregiani die Siegesserie der Südeuropäer brechen und seinen dritten Titel mit nach Hause nehmen.
1991 zieht er nach Italien, nach Rezzato, und gewinnt dort einige Turniere auf nationaler Ebene. 2002 und 2003 gewinnt er den 9-Kegelbillard (ital.: Goriziani) Grand Prix im norditalienischen Saint-Vincent. An diesem Turnier nehmen circa 1.800 Spieler teil und es wird mit einer WM verglichen. 2012 kommt mit dem Walter-Nicoletti-Turnier in Uruguay ein weiterer Pokal hinzu. Er ist einer der erfolgreichsten 5- und 9-Kegel-Billardspieler Argentiniens.
Torregiani ist Präsident des argentinischen Billard-Dachverbandes Federación Argentina de Aficionados al Billar (FAAB).

## Ehrungen
- 1990: Premios Konex in der Klasse „Diplomas al Mérito“

## Erfolge
- 5-Kegel-Billard-Weltmeisterschaft:[4] Sieger 1989 (Chiasso), 1990 (Brescia), 2009 (Villa María, Córdoba)
- Intercontinental Cup: Sieger 1990
- Goriziani-Grand-Prix (9-Kegel-Billard): Sieger 2002, 2003 (Saint-Vincent)
- Walter-Nicoletti-Turnier (5-Kegel-Billard):[5] Sieger 2012 (Uruguay)